# Jürgen Münster
Jürgen Münster (* 25. Februar 1818 in Glückstadt; † 28. Dezember 1875 in Hamburg) war ein deutscher Kaufmann.

## Leben
Münster firmierte als Kaufmann unter J. Münster & Co. in Hamburg. Er diente von 1854 bis 1858 im Hamburger Bürgermilitär als Hauptmann der 8. Kompanie des 4. Bataillons. Münster fungierte 1857 und 1858 als Armenpfleger und war von 1857 bis 1862 Adjunkt sowie 1862 bis 1865 Hundertachtziger der St. Nikolaikirche. Münster gehörte von 1859 bis 1862 der Hamburgischen Bürgerschaft als Abgeordneter an.
Am 28. Dezember 1875 wurde Münster im Kanal bei der Vierländerstraße tot aufgefunden.